# Буйносов-Ростовский, Пётр Иванович
Князь Пётр Иванович Буйносов-Ростовский (? — 1607, Белгород) — голова, воевода, думный дворянин и боярин во времена правления Ивана IV Васильевича Грозного, Фёдора Ивановича, Бориса Годунова и Смутное время.
Из княжеского рода Буйносовы-Ростовские. Младший из 4 сыновей князя Ивана Ивановича Меньшого Буйносова-Ростовского. Имел братьев, князей: Фёдора, Семёна и Василия по прозванию «Белоголов».

## Биография

### Служба Ивану Грозному
С 1573 по 1577 год воевода в Алатыре. В 1578—1579 годах воевода в Чебоксарах. В 1582 году годовал вторым воеводой в Казани, откуда в 1583 году переведён 1-м воеводой в Свияжск, где упомянут в этой же должности и в 1584 году.

### Служба Фёдору Ивановичу
Осенью 1585 года — 1-й воевода в Туле, в сентябре встречал турецкого посла, а позже указано ему по сходу с окраинными воеводами быть первым воеводой Большого полка на берегу Оки. В феврале 1586 года присутствовал в Московском Кремле на приёме при представлении Государю в Столовой палате литовского посла Л. И. Сапеги: «…на окольничем [месте] по скамье сидел…». В этом же году отправлен первым воеводой войск левой руки в Каширу для охранения от прихода крымцев и нагайцев, коих в бою разбил и прогнал. С августа 1586 года командовал «на берегу» Оки полком правой руки. Тогда же местничал с воеводой Сторожевого полка князем М. Одоевским; в свою очередь, с ним местничали Н. И. Очин-Плещеев, Ф. А. Бутурлин, И. М. Бутурлин и кн. Ф. И. Хворостинин. В 1587 году сидел двадцать шестым при представлении боярам польского посла, «…после береговые службы отпущен во Псков…», где годовал и в 1588 году. В 1589 году назначен вторым воеводой в полк правой руки в Алексин, но отказался ехать к месту службы, сказавшись больным и обидевшись на большее «место» князя М. Н. Одоевского. Царь Фёдор Иванович велел отправить Буйносова-Ростовского в московскую тюрьму, а оттуда послать его с приставом в Алексин. Если же он и там откажется от службы, посадить его в татарскую тюрьму (острог для пленных татар) в Алексине. В результате воевода оказался в алексинской тюрьме, а царь велел записать в разряд, что князь Буйносов-Ростовский должен «впредь быть ниже кн. М. Н. Одоевского по должности. Если же он не согласится, выдать его головой Одоевскому». Буйносов-Ростовский послал царю грамоту с просьбой «простить его и пожаловать ему всю его царскую волю». После этого служил «на берегу», в Алексине, 2-м воеводой у князя Одоевского. В 1590 году переводится в Тулу 1-м воеводой Большого полка, потом для сопротивления крымскому хану велено ему быть вторым воеводой войск правой руки. Зимой 1590/91 годов участвовал в царском походе к Нарве в должности головы «в государеве цареве и великого князя… стану у огней». В августе 1591 года командовал в Туле большим полком. Осенью того же года командовал Сторожевым полком «по немецким вестем» в г. Тёсов. Тогда же местничал с воеводой большого полка князем Д. А. Ногтевым, но спор проиграл и был по указу царя выдан головой своему противнику. В 1591 году третий воевода в Новгороде, откуда послан вторым воеводой в Иван-город и указано ему быть в этом городе при заготовке леса и первым воеводой Сторожевого полка. В этом же году был в войсках против пришедших к Москве крымцев, по их отступлению от столицы, послан за ними в погоню первым воеводой Сторожевого полка, за что пожалован золотым и после отправлен первым воеводой Большого полка в Тулу. В августе 1592 года стоял «на берегу», Оки под Серпуховом, 2-м воеводой большого полка, откуда вновь послан в Новгород, из города послан в Иван-город первым воеводой Сторожевого полка для заготовки запасов, а в июле отправлен из Иван-города первым осадным воеводой в Чернигов. Во время службы в Серпухове с ним местничал воевода передового полка князь И. С. Туренин. В марте 1594 года был назначен в Тулу 2-м воеводой, но ещё в Москве затеял местнический спор с князем В. В. Голицыным, назначенным в Тулу 1-м воеводой, и не поехал к месту службы. Царь назначил тогда Буйносова-Ростовского головой к Голицыну и отослал его в Тулу под стражей. Буйносов-Ростовский прибыл в Тулу, но должности не принял и служил без места. Позже первый воевода Большого полка против крымцев. В 1597 году получил чин думного дворянина и упомянут в числе присутствовавших на приёме посла императора Рудольфа II. В этом же году с ним местничал Семён Сабуров посланный воеводой в Смоленск, а князь Пётр Иванович в Новгород: «….для того, что князь Пётр послан в Новгород Великий, а Новгород Великий пишется в титле наперёд Смоленска».

### Служба Борису Годунову
Участвовал в Земском соборе по избранию в цари Бориса Фёдоровича. В 1598 году был послан в Новгород Великий и Псков для приведения всех жителей к присяге новому царю Борису Годунову и «з государевым з денежным жалованьем» дворянам и детей боярским. Тогда же с ним местничали боярин Б. Ю. Сабуров и его брат — окольничий С. Ю. Сабуров. По возвращении из Новгорода, в апреле—мае участвовал в должности первого «воеводы у наряду» в Серпуховском походе царя Бориса Годунова против Казы-Гирея Боры. В 1599 году посылался с Передовым полком в Дедилов в связи с угрозой прорыва конницы Казы-Гирея через засечную черту. Затем был переведён воеводой войск левой руки в Крапивну вместо боярина и воеводы князя В. К. Черкасского. В том же году участвовал в расправе над боярами Романовыми и их родственниками, распоряжаясь на их «опальном дворе». В том же году руководил объезжими головами «в новом в каменном в Цареве городе за Неглинную от Москвы реки по Никитцкую улицу». В феврале 1600 года присутствовал при пожаловании окольничества П. Ф. Басманову. В 1603 году князь Пётр Иванович пожалован боярством. В феврале 1604 года приглашался к государеву столу.

### Служба в Смутное время
В 1607 году в сражении под Путивлем воевода в войсках, высланным против самозванца Лжепетра, проиграл битву, был взят в плен, отвезён в Белгород, и там «изменники белгородцкия мужики» убили боярина 30 июля «в среду в третьем часу дня».

## Семья
От брака с неизвестной имел детей:
- Князь Буйносов-Ростовский Иван Петрович — кравчий и воевода.
- Князь Буйносов-Ростовский Юрий Петрович — воевода и боярин.
- Княжна Пелагея Петровна († 1654) — жена князя А. Г. Долгорукого, в иночестве Прасковья.
- Княжна Буйносова-Ростовская Екатерина Петровна († 1626) — выдана в 1608 году за царя Василия Шуйского.
- Княжна Мария Петровна († 1628) — жена боярина князя И. М. Воротынского.

## Критика
В «Истории родов русского дворянства» П. Н. Петрова, князь Пётр Иванович, показан сыном князя Ивана Александровича Хохолка, что неверно и также он показан братом своего отца — князя Ивана Ивановича Меньшого. В этом же источнике у князя Петра Ивановича упомянуты только два сына и одна дочь — царица Екатерина (Мария) Петровна.
В поколенной росписи князей Буйносовых-Ростовских и Шуйских из родословной книги собрания М. А. Оболенского поданной в 1682 году в Палату родословных дел, что удивительно, не упоминается имя царицы Екатерины Петровны.